# Hanna Bezsonova
Hanna Volodymyrivna Bezsonova, nome traslitterato anche come Anna Bessonova (in ucraino Ганна Володимирівна Безсонова?; Kiev, 29 luglio 1984), è un'ex ginnasta ucraina.

## Biografia
Anna Bessonova è nativa di Kiev.
Suo padre, Volodymyr Bezsonov, fu calciatore per la Dinamo e per la Nazionale sovietica, e prese parte al campionato del mondo 1982; sua madre, Viktorija Serich, fu ginnasta anch'essa per l'URSS, diventando campionessa del mondo. Stranamente i genitori all'inizio non volevano che iniziasse la carriera di ginnasta, così le hanno fatto iniziare danza classica, ma Anna ha sempre voluto fare ginnastica, così all'età di 5 anni è stata portata dalla sua prima allenatrice Albina Deriugina. Nel 1998 partecipa per la prima volta all'AEON CUP.
Nel 1999 entrò a far parte della squadra senior nazionale insieme. In quello stesso anno, partecipò al suo primo campionato mondiale a Osaka, dove vinse la medaglia di bronzo nel concorso generale a squadre.
Il 2003 è stato il suo anno migliore. Vinse la Deriugina Cup e, agli europei di Riesa, ben 3 ori in cerchio, clavette e nastro. L'anno dopo arrivò la qualificazioni ai Giochi della XXVIII Olimpiade ad Atene dove vinse la sua prima medaglia di bronzo olimpica.
Grazie al suo esercizio al cerchio sulle note de "Il Lago dei Cigni", Anna prese il nome di "Cigno di Kiev".
Nel 2007 partecipò ai Campionati Mondiali di Ginnastica Ritmica a Patrasso come individualista dove vinse l'oro nel concorso generale, realizzando il sogno tanto ambito di diventare campionessa mondiale.
Riconfermò il bronzo di Atene nel 2008 a Pechino come individualista.
Si qualificò terza ai campionati di Miè 2009. Dopo questo mondiale, Anna Bessonova si ritirò ufficialmente dopo vari ripensamenti.
Nonostante non partecipi più come ginnasta, Anna è sempre presente nel mondo della Ginnastica Ritmica come allenatrice ed eseguendo gala in molte competizioni a livello internazionale. Ora vive a Kiev e allena la Nazionale Juniores. Il 4 novembre 2020 diventa mamma di un bambino.

## Palmarès
- Giochi olimpici estivi

Atene 2004: bronzo nel concorso individuale.
Pechino 2008: bronzo nel concorso individuale.
- Campionati mondiali di ginnastica ritmica

1999 - Osaka: bronzo nel concorso a squadre.
2001 - Madrid: oro nel concorso a squadre, argento ai cerchi e alla palla, bronzo nel concorso individuale e alla fune.
2002 - New Orleans: oro ai 5 nastri.
2003 - Budapest: oro ai cerchi e alle clavette, argento nel concorso individuale, a squadre, alla palla e ai nastri.
2005 - Baku: argento nel concorso individuale, alla palla, alla fune, al nastro e alle clavette.
2007 - Patrasso: oro nel concorso individuale, argento alle clavette e ai nastri, bronzo al cerchio.
2009 - Ise: argento al nastro, bronzo nel concorso individuale, alla fune e alla palla.
- Campionati europei di ginnastica ritmica

2002 - Granada: argento nel concorso individuale e bronzo a squadre.
2003 - Riesa: oro ai cerchi, alle clavette a al nastro, argento alla palla.
2004 - Kiev: argento nel concorso individuale e a squadre.
2005 - Mosca: argento nel concorso a squadre, alla palla e al nastro, bronzo alla fune e alle clavette.
2006 - Mosca: bronzo nel concorso individuale.
2007 - Baku: argento nel concorso a squadre, al cerchio e al nastro, bronzo nelle clavette
2008 - Torino: argento nel concorso individuale.
2009 - Kiev: argento alla palla, bronzo nel concorso a squadre, alla fune, al cerchio e al nastro.
- Universiadi

2003 - Taegu: oro al nastro, argento nel concorso individuale, al cerchio, alla palla e alle clavette.
2005 - Smirne: oro nel concorso individuale, alla fune, alla palla e alle clavette, bronzo al nastro.
2007 - Bangkok: oro nel concorso individuale, alla fune, alla palla, alle clavette e al nastro.
2009 - Belgrado: argento nel concorso individuale, alla fune, alla palla e al nastro.